# Skuddramaet på Jokelaskolen
Skuddramaet på Jokelaskolen fandt sted den 7. november 2007 på Jokela skolecentrum, en gymnasieskole i byen Jokela i Tusby kommune, Finland. I alt døde ni personer ved episoden; otte blev dræbt og gerningsmanden selv, den 18-årige Pekka-Eric Auvinen, begik selvmord. En af de dræbte var skolens kvindelige rektor. Desuden blev tre personer såret af skud. Det var anden gang, at et skuddrama udspillede sig på en finsk skole; den forrige gang var i 1989 ved Raumanmeriskolen i Raumo, hvor to personer blev dræbt.

## Forløb
Omkring kl. 11.40 begyndte Pekka-Eric Auvinen at skyde mod eleverne på skolen, , efterfølgende udbrød der panik blandt eleverne, mens skolens rektor forsøgte at få eleverne til at blive i klasselokalerne med døren låst. Nogle af de unge begyndte dog at knuse vinduerne for på den måde at slippe ud af bygningen. Kl. 11:55 ankom den første politipatrulje til stedet. Senere ankom en mere tungt bevæbnet indsatsstyrke, som omringende skolen.
Auvinen beskød to gange politikfolkene uden at anrette nogen skade, han fortsatte derpå med at gå rundt omkring i skolebygningen, hvor han først sparkede døren ind til klasselokalerne og skød sine ofre flere gange i hovedet. Otte mennesker blev dræbt på denne måde, seks af dem var elever, de to andre var skolens rektor og sygeplejerske. Hans valg af ofre virkede tilfældigt. . 
Auvinen affyrede et sidste skud kl. 12.04 mod politiet før han til sidst skød sig selv i tindingen. Hårdt såret blev han kl. 14.45 ført til Tölö sygehus, hvor han døde kl. 23:00.
Efterfølgende blev der på en af skolens etager fundet en brændbar væske, derfor er der blever spekuleret i om Auvinen havde tænkt sig at sætte ild til skolen før han tog sit eget liv.

## YouTube
Før massakren havde han lagt en video af sig selv op på YouTube. Massakren blev vist under brugernavnene ”sturmgeist89” og ”naturalselector89”, som nu er spærrede, skrev han at han troede på hvad han kaldte naturlig udvælgelse, samt at menneskeheden var værdiløs. Han havde for da lagt flere videoklip op af sig selv i færd med skydeøvelser. . 
Auvinen havde våbenlicens og var medlem af en skytteforening. I Finland er det at eje våben ganske udbredt, landet har det tredje største antal våbenlicenser i verden.
Under ransagningen af Auvinens hjem fandt politiet ud at han ved flere lejligheder havde fortalt, at han havde tænkt sig at begå selvmord. 
Hændelsen fandt sted på 90-årsdagen for den Russiske revolution.